# Pasym
Pasym (germană Passenheim) este un oraș în Polonia.